# Plectrohyla ameibothalame
Plectrohyla ameibothalame es una especie de anfibios de la familia Hylidae. Es endémica de México.
Sus hábitats naturales incluyen montanos secos, ríos y corrientes intermitentes de agua. Está amenazada de extinción por la destrucción de su hábitat natural.